# Crobizis
Els crobizis (en llatí Crobyzi, en grec antic Κρόβυζοι "Króbuzoi") eren un poble de Mèsia prop de la frontera de Tràcia, que mencionen Claudi Ptolemeu, Estrabó Heròdot i també Flavi Arrià al Periple del Pont Euxí.